# Chamaeranthemum
Chamaeranthemum är ett släkte av akantusväxter. Chamaeranthemum ingår i familjen akantusväxter.
Kladogram enligt Catalogue of Life:
| Chamaeranthemum | \| \| Chamaeranthemum beyrichii \| \| \| \| \| \| Chamaeranthemum durandii \| \| \| \| \| \| Chamaeranthemum tonduzii \| \| \| \| \| \| Chamaeranthemum venosum \| \| \| \| |
|                 | \| \| Chamaeranthemum beyrichii \| \| \| \| \| \| Chamaeranthemum durandii \| \| \| \| \| \| Chamaeranthemum tonduzii \| \| \| \| \| \| Chamaeranthemum venosum \| \| \| \| |
|                 | Chamaeranthemum beyrichii |
|                 | |
|                 | Chamaeranthemum durandii |
|                 | |
|                 | Chamaeranthemum tonduzii |
|                 | |
|                 | Chamaeranthemum venosum |
|                 | |